# رود كيمب
رود كيمب (بالإنجليزية: Rod Kemp)‏ هو سياسي أسترالي، ولد في 21 ديسمبر 1944 بملبورن في أستراليا. حزبياً، نشط في الحزب الليبرالي الأسترالي. وقد انتخب عضو مجلس الشيوخ الأسترالي ‏ عن دائرة فيكتوريا (1 يوليو 1990 – 30 يونيو 2008).